# Prometheus Global Media
 (mai 2023).
Si vous disposez d'ouvrages ou d'articles de référence ou si vous connaissez des sites web de qualité traitant du thème abordé ici, merci de compléter l'article en donnant les références utiles à sa vérifiabilité et en les liant à la section « Notes et références ».
Prometheus Global Media est une société d'édition américaine. Elle est issue de vente de la division divertissement et média de Nielsen Business Media, en décembre 2009. Elle édite les magazines Adweek, Back Stage (en), Billboard, Film Journal International et The Hollywood Reporter.

## Source
- (en) Cet article est partiellement ou en totalité issu de l’article de Wikipédia en anglais intitulé « Prometheus Global Media » (voir la liste des auteurs).